# История Алжира
История Алжира тесно связана с историей Северной Африки и Магриба, которые служили транзитным регионом при передвижении в направлении Европы или Ближнего Востока. Таким образом, на жителей страны сильно влияло население соседних регионов.

## Доисторический период

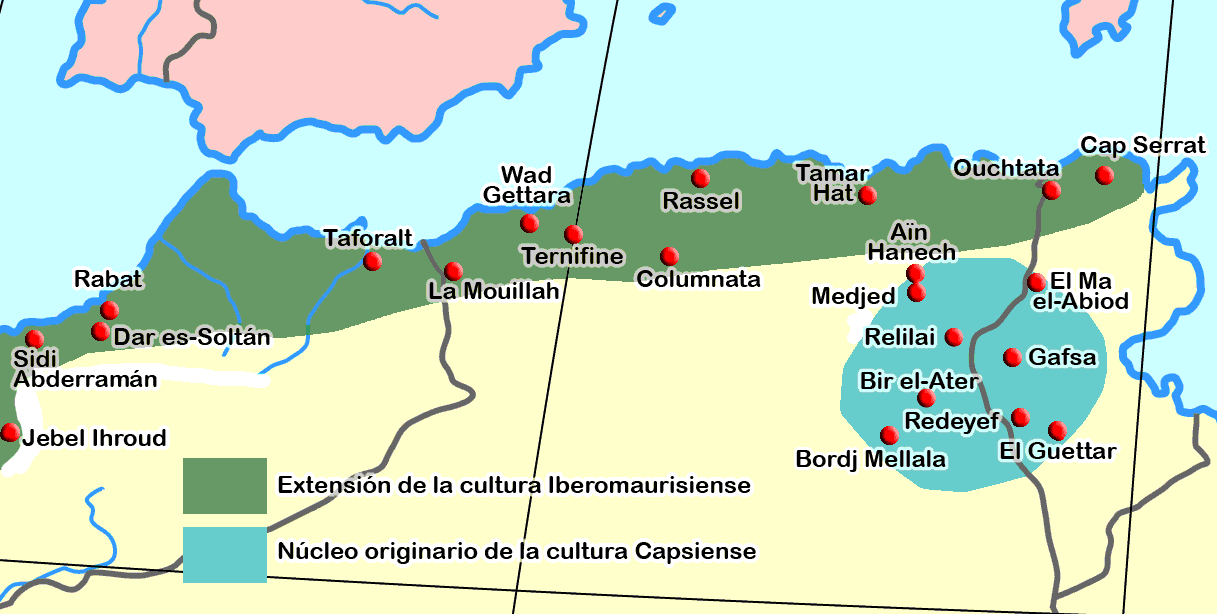
Иберо-мавританская культура

На северо-востоке Алжира в Айн-Бушери (Ain Boucherit) близ города Эль-Эулма нашли кости животных со следами царапин и надрезов, похожих на следы разделки туш и олдувайские орудия труда в породах, сформировавшиеся в начале плейстоцена в двух слоях возрастом около 2,44 и 1,92 млн лет назад.
В ходе раскопок на территории Сахары в Айн-эль-Ханех (Ain el Hanech) близ алжирского города Саида и соседнего местонахождения Эль-Херба (El-Kherba) были обнаружены свидетельства присутствия человека, связанные с олдовайской индустрией, датируемые возрастом ок. 1,8 млн лет назад.
Близ Тернифина (Тигенифа) в вилайете Маскара в районе Орана были найдены три нижних челюсти и теменная кость атлантропа (700 тыс. л. н.).
Перфорированная бусина из раковины моллюска Nassarius gibbosulus возрастом приблизительно 90 тыс. лет найдена в Oued Djebbana близ Бир-эль-Атера в 190 км от моря.
Череп из местонахождения Таза 1 возрастом 16,1 тыс. л. н. похож на череп с Маркиной горы, который датируется возрастом 37 тыс. лет назад.
Скелеты из могильников Афалу-бу-Руммель (11,5−13,1 тыс. л. н.) и Мекта-эль-Арби (7,5−10 тыс. л. н.) относятся к афалу-мехтоидной расе (иберо-мавританская культура) или группе Мехта-Афалу (Mechta-Afalougroup). Местонахождение Ля Муйллах (граница голоцена, оранская культура) содержит обломки костей 15−16 индивидов. В Афалу-бу-Руммель заметно уклонение пропорций конечностей в тропическую (экваториальную) сторону, также как у натуфийцев из пещер Хайоним в Израиле и Тафоральт в Марокко.

## Древняя история

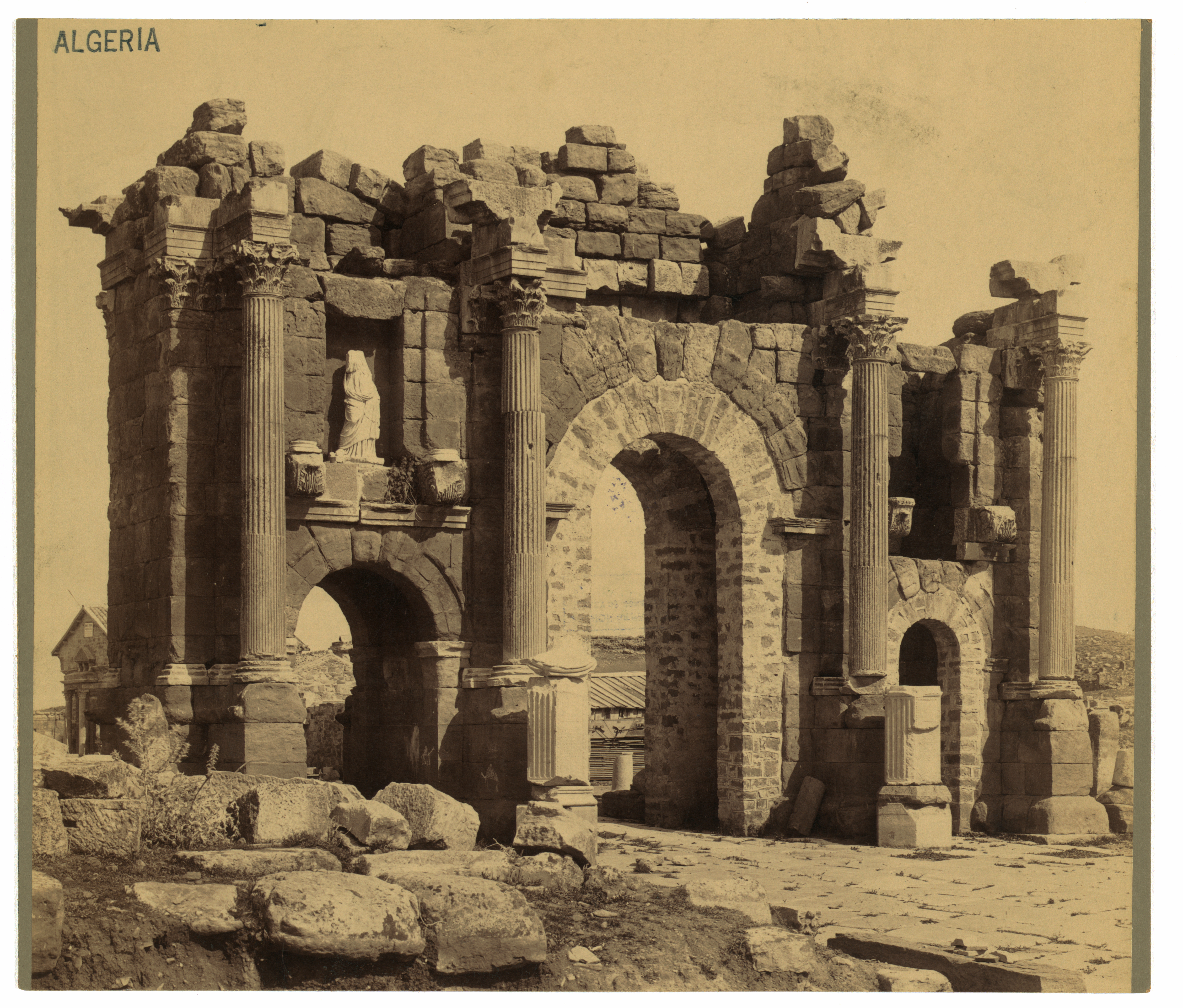
Римская арка Траяна, Алжир — начало 1800-х

В древности на территории современного Алжира проживали древнеливийские племена. На побережье находились финикийские колонии.
В III — II век до н. э. здесь находилось государство Нумидия, которое в I веке до н. э. было покорено Римом и в 47 году до н. э. превращено в римскую провинцию.
В начале V века (439) прибрежная часть Северной Африки (включая территорию современного Алжира) была завоёвана вандалами (Королевство вандалов и аланов).

## Средневековая история
В VI веке вандалов изгнали византийцы.
VII веке в Алжир вторглись арабы и территория страны вошла в состав Арабского халифата. Произошла исламизация (а в последующем — и арабизация) Алжира.
В 761—909 годах на территории Алжира существовало ибадитское государство Рустамидов. После его падения ибадиты обосновались в области Мзаб.
В X веке Алжир оказался под властью Фатимидов. Но в 971 году фатимидский халиф аль-Муизз Лидиниллах назначил Бологгина ибн Зири наместником Ифрикии (Северная Африка), а уже с 972 года Бологгин, формально оставаясь наместником Фатимидов, вёл себя вполне независимо. Столицей государства Зиридов стал Кайруан. При этом в 944 году Бологгин ибн Зири основал город Эль-Джазаир (исп. Argel; сейчас — столица государства город Алжир).
В 1014 году Хаммад ибн Бологгин, являвшийся наместником в Магрибе, объявил независимость от правящей династии Зиридов. Так как под его властью была большая часть Магриба от Марокко до Туниса, он вскоре получил признание от халифа Багдада из династии Аббасидов. Зириды послали армию для борьбы с Хаммадом, но потерпели поражение, и через два года, в 1018 году, был подписан мир, тем самым признав Хаммада ибн Бологгина законным правителем.
Хаммад основал новую столицу Кала-Бени-Хаммад. Под давлением со стороны бедуинского племени Бану Хиляль, направленного в страны Магриба Фатимидами, династия Хаммадидов была вынуждена перебраться в Беджаю. Пришедшие с востока в 1062 году бедуины уничтожали посевы, селения, целые города, убивали мужчин и насильно брали в жёны местных женщин. Это ускорило арабизацию населения Алжира, значительная часть которого с тех пор говорит на бедуинских диалектах арабского языка.
В 1082 года запад Алжира был захвачен пришедшими из Сахары кочевыми берберами во главе с Альморавидами. Но Хаммадиды при помощи бедуинов отразили их нашествие, удержав восток страны.
В 1152 году халиф династии Альмохадов Абд аль-Мумин захватил Кала, Беджаю и присоединил владения Хаммадидов к своей державе.
Альмохады правили до 1269 года, после чего страна распалась на несколько государств. В Тлемсене образовалось самостоятельное государство под властью Зайянидов (Абдальвадидов), а города Алжир, Оран, Бужия, Тенес стали независимыми владениями, впоследствии, однако, обязанными платить дань королевству Тлемсен.
Изгнанные в 1492 году из Испании мавры и евреи поселились в Алжире и стали промышлять пиратством. Вследствие этого король Арагона Фердинанд II напал на них, завоевал Бужио в 1506 году, а в 1509 году Оран и город Алжир.
Но когда испанцы отсюда стали угрожать даже эмиру Метиджи, Селим-Эвтеми пригласил турецкого капера Аруджу Барбароссу с тем, чтобы тот помог ему освободиться из-под власти испанцев. Так было положено начало владычеству Османской империи над Алжиром, с тех пор приходившим всё в больший упадок. Арудж явился в Алжир в 1516 году, но вскоре вместе со своими корсарами выступил против самого Селима-Эвтеми, убил его и провозгласил себя султаном Алжира. Вслед за этим он разбил султанов Тенеса и Тлемсена и овладел их областями. В 1517 году испанское войско под начальством маркиза Гомареца из Орана (бывшим на тот момент испанским владением) разбило Аруджу в нескольких сражениях и осадило его в Тлемсене; когда же он попытался бежать оттуда, то был схвачен испанцами и обезглавлен в 1518 году. Оставшиеся в Алжире турецкие пираты провозгласили тогда султаном брата Аруджа, Хаир-ед-дин-Барбароссу, но последний, не чувствуя себя достаточно сильным, чтобы самому противостоять испанцам, отдал в 1520 году своё государство османскому султану Селиму I, который назначил его пашою и снабдил значительными подкреплениями, с помощью которых испанцы были изгнаны из страны. Алжир в его современных границах стал провинцией Османской империи, разделённой на три бейлика: Константина, Титтери (Медеа) и Маскара (Оран). Хайр-ад-Дин благодаря своей храбрости, коварству и жестокости установил систему военного деспотизма и морского разбоя, до 1530 года господствовавшую в Алжире.
Преемником его был Хассан-ага. Император Карл V Габсбург старался положить конец всё усиливавшемуся пиратству алжирцев. 20 октября 1541 года он высадился в Алжирской бухте с флотом в 370 кораблей, 20 000 пехоты и 6000 всадников; но страшная буря, сопровождавшаяся землетрясением и сильным ливнем, уничтожила 24 октября большую часть флота и лагеря. Сухопутное войско без съестных припасов, крова и укреплений пришлось провести несколько дней на неприятельском берегу. Только 27 октября испанцы, потеряв 14 военных и 150 транспортных судов, 8000 солдат и 300 офицеров, смогли отплыть в Испанию. Новая буря снова рассеяла флот; император должен был искать убежища в Бужио и лишь 25 ноября он с остатками флота и армии приплыл на Майорку.
При преемниках Хассана алжирцы производили морские нападения на христианские государства и часто даже высаживались на берегах Испании и Италии. Пиратство, процветавшее на побережье Алжира, стало причиной проведения европейскими монархами ряда морских и десантных экспедиций против Алжира — так называемых алжирских экспедиций. На суше алжирские пираты также вели беспрестанные войны с соседними государствами. Ещё до конца XVI века алжирские паши покорили себе всю западную часть страны до границы с Марокко, за исключением оставшегося в руках испанцев Орана. На востоке Бужио, которым испанцы владели 35 лет, в 1554 году был взят турками, а на юге их владения пашей Алжира простирались до пустыни. Неоднократные попытки испанцев завладеть западными провинциями этого разбойничьего государства всегда оканчивались неудачей; в 1561 году целое испанское войско под предводительством графа де Акодато было уничтожено при Мостаганеме.
В 1600 году турецкое войско янычар в Алжире выхлопотало себе в Константинополе позволение выбирать из своей среды дея, который должен был делить власть с пашой и быть их начальником. Следствием этого двоевластия были частые внутренние междоусобия. После того как алжирцы напали на берега Прованса, французский король Людовик XIV трижды предпринимал походы, чтобы наказать их за это. В первый раз, 25 июля 1682 года, французский адмирал Дюкен с 25 военными судами начал бомбардировать город Алжир, а дей в ответ зарядил одно орудие французским консулом Вашером и выстрелил им во французский флот. Вторичная бомбардировка, предпринятая французами 28 июня 1683 года, с 23 кораблями, уничтожила нижний город и привела к освобождению пленных христианских невольников, но других последствий не имела, так что уже в 1687 году французское правительство нашло нужным предпринять против алжирцев третий поход. 26 июня того же года французский флот под начальством маршала д’Эстре вновь бомбардировал город Алжир и сжёг шесть военных кораблей дея. Половина города была обращена в груду развалин, но и это не помогло. Нападение английского адмирала Блейка в 1655 году, также как и обстрелы города в 1669 и 1670 годах английским и голландским флотом также остались без последствий; тем не менее, англичане первые из европейцев стали заключать договоры с деями (с 1662 года).

## С XVIII века
Дей Ибрагим в 1708 году овладел Ораном, до сих пор находившимся в руках испанцев.
Преемник его, Баба-Али, сбросил с себя власть Турции, отослал турецкого пашу, до сих пор делившего с ним власть, и заставил Порту отказаться от назначения нового паши. Баба-Али даже перестал платить ей дань. 1711 год — стал годом, когда была достигнута фактическая независимость от Турции.
С тех пор Алжир представлял собой военную республику, во главе которой стоял избранный янычарами дей. Господствующая турецкая милиция пополняла свои ряды из населения Константинополя и Смирны. Испанцы, снова завоевавшие в 1732 году Оран и Мерс-эль-Кебир, сохранили их до 1791 года, когда они уступили их дею. В 1775 году они предпринимали последнюю большую экспедицию против Алжира. Флот из 44 военных и 340 транспортных судов под начальством адмирала Кастейона высадил 4 июля 22 тысячи сухопутного войска с генералом О’Рейльи, но все предприятие это было так плохо подготовлено, что испанцы, оставив 1800 раненых и все орудия, должны были опять сесть на корабли.
Таким образом, Алжир продолжал не обращать внимания на христианские державы, заставляя более слабые платить ему дань. Лишь присутствие на Средиземном море больших военных флотов в эпоху Французской революции и Первой империи значительно подорвало пиратство, но когда по восстановлении европейского мира эти флоты были отозваны, морские грабежи усилились снова до такой степени, что христианские державы вынуждены были принять решительные меры. Первый почин в этом деле принадлежит Соединенным Штатам Америки. В июне 1815 года американцы захватили два алжирских военных корабля, что побудило дея заключить 30 июня мир, по которому флаг Соединенных Штатов признавался неприкосновенным. В то же время британский адмирал, лорд Эксмут, принудил остальные варварийские государства к признанию международного права по отношению к военнопленным и к уничтожению торговли невольниками. Тогдашний дей Алжира Омар упорно отказывался принять это последнее требование, но Эксмут 27 августа 1816 года появился у Алжира с флотом, состоявшим из 19 военных кораблей, к которым присоединились ещё 11 нидерландских фрегатов под начальством адмирала Ван Капеллена. Началась ужасная бомбардировка города из 2000 орудий, разрушившая в течение 10 часов город со всеми его укреплениями и военную силу дея, который 28 августа вынужден был подписать договор, по которому все христианские невольники должны были безвозмездно быть выпущены на свободу; полученный за пленных итальянцев выкуп возвращался обратно, а со всеми военнопленными вперед должно будет обращаться по европейскому международному праву. Укрепления Алжира, впрочем, скоро были восстановлены по приказанию дея.
После смерти Омара, убитого в 1817 году янычарами, и его преемника Али, умершего от чумы в 1818 году, в деи был избран Гуссейн. Последний опять стал нападать на европейские суда и купцов и пришел в столкновение с французским правительством, которое в июне 1827 года предприняло блокаду алжирских берегов. Эта мера, однако, не повела ни к чему, и министерство Полиньяка, желавшее блестящими военными действиями обозначить успех своей внутренней реакционной политики, решило предпринять завоевание Алжира.

## Завоевание Алжира Францией
В 1830 году французами снаряжена была громадная экспедиция из 100 военных и 357 транспортных судов с сухопутным войском в 35 000 человек и 4000 лошадей. Сухопутное войско находилось под начальством генерала Бурмона, флот — под начальством вице-адмирала Дюперре. Высадка французов началась без помехи 14 июля 1830 года в Сиди-Феррухской бухте; но в то время как они начали укреплять свою позицию, 19 июля они подверглись нападению зятя дея, Ибрагима-Аги, с отрядом из 30 000 турок. Французы, однако, отразили это нападение и отняли у неприятеля все орудия и обоз. Скоро после этого началась бомбардировка и с суши, и с моря, так что уже 5 августа дей сдался на капитуляцию под условием свободного отступления для себя и янычар. Весь флот его, оружие и государственная казна в 50 млн франков достались в руки победителей.
После падения города 2 французские эскадры были посланы против Туниса и Триполи и принудили их отказаться от морских разбоев. Французские войска заняли приморские города — Бону, Оран и Бужио, отразили нападение бея Константины, но по пути в Блиду потерпели поражение от кабилов.
После Июльской революции Бурмон был отозван, а его преемником назначен Клозель, который задался целью завоевать всю страну до Атласа. В ноябре того же года был разбит бей титтерийский, занята Медеа и взята приступом Блида, но планы Клозеля насчет колонизации не нравились правительству Луи-Филиппа, и это обстоятельство в связи с неудачным договором с тунисским беем было причиною того, что в феврале 1831 года он был отозван. Правительство, вообще, охотно отказалось бы от всего этого тяжелого и опасного завоевания, тем более, что оно грозило испортить хорошие отношения с Англией, но общественное мнение, требовавшее энергичной внешней политики, не допускало отступиться от начатого.
На место Клозеля назначен был генерал Бертезен, потерпевший 2 июля 1831 года поражение в Тениаском проходе. Место его занял Савари (герцог Ровиго), который своим жестоким и насильственным обращением с побежденными восстановил все местное население против французов. Тогда его заменили генералом Авизаром (1832 год), устроившим «Bureaux arabes», оказавшиеся впоследствии весьма полезными. Его преемник, генерал Воароль, овладел в 1833 году превосходною гаванью Бугией и восстановил спокойствие в окрестностях города Алжира.

Картина Эжена Делакруа «Алжирские женщины» (1834 год)

Но самого опасного врага французы нашли в лице Абд аль-Кадира, который как глава 30 арабских племен, соединившихся для священной войны, был провозглашен эмиром Маскары. После упорной борьбы французское правительство заключило с ним 26 февраля 1834 года мир, по которому за ним было признано господство над всеми арабскими племенами запада до реки Шелифа. Однако, несмотря на этот договор, уже в июле того же года война возобновилась опять и очень неудачно для французов. Не помогло и вторичное назначение Клозеля начальником алжирских войск — восстание распространилось по всей стране, и значение эмира все возрастало. Тогда Клозель был снова отозван, и генерал Дамремон был назначен генерал-губернатором.
Преемник его, Вале, старался утвердить французское господство в восточной части страны, а Абд аль-Кадир подчинил себе все западные племена к югу от своих владений до самой пустыни. Почувствовав себя достаточно сильным, он под предлогом мнимого нарушения неприкосновенности своих владений объявил мир недействительным и в ноябре 1838 года неожиданно напал на французов. Несмотря на то, что Вале имел в своем распоряжении 70-тысячное войско, он принужден был держаться против Абд аль-Кадира оборонительной системы, так что положение французов в Алжире, несмотря на отдельные блестящие победы (взятие Медеи и Милианы), снова становилось шатким.

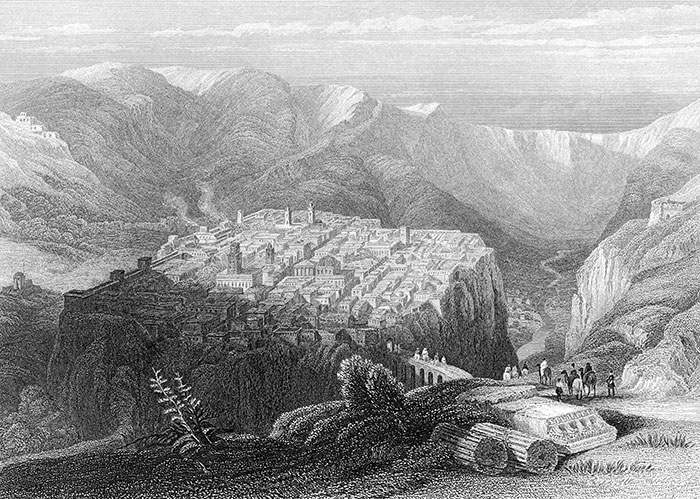
Город Константина, 1840 год

Дела приняли благоприятный оборот, когда генерал-губернатором 22 февраля 1841 года был назначен Бюжо. Новая система, которой он следовал и для проведения которой он нашел способных исполнителей в лице Ламорисьера, Кавеньяка и Шангарнье, заключалась в том, чтобы, с одной стороны, утомлять противника беспрерывными набегами на отдельные племена и другими мелкими предприятиями, а с другой стороны — предпринимать против войск эмира большие экспедиции. Уже в мае 1841 года французы овладели Текедемптом, укрепленным местопребыванием эмира, и Маскарой. Ещё удачнее была осенняя кампания, когда Бюжо захватил Сайду, последнюю крепость Абд аль-Кадира. В январе 1842 года был предпринят поход в пограничную Марокканскую область, которая одна только оказывала ещё сопротивление, при чём взяты были город Тлемсен и замок Тафруа. Генерал Бараго д’Иллие разрушил города Богар и Тазу, а генерал Бедо склонил на сторону французов племена кабилов, живших вокруг Тлемсена.
Могущество Абд аль-Кадира было почти уничтожено, так что он был вынужден отступить в Марокко. Новое нападение, сделанное эмиром в марте 1842 года, было отражено и подчинение страны считалось уже законченным, когда летом 1842 года Абд аль-Кадир внезапно появился опять в Алжире и нанес французам поражение при Текедемпте и Маскаре. Принужденный, однако, скоро отступить опять на марокканскую территорию, эмир проповедовал там священную войну, собирал многочисленные военные силы и даже добился того, что в конце мая 1844 года против французов выступило и марокканское войско. Бюжо, однако, со всеми своими силами двинулся к границе и 14 августа нанес марокканцам решительное поражение при Исле, между тем как французский флот под командованием принца Жоанвиля бомбардировал Танжер и Могадор. При содействии Англии, опасавшейся, чтобы французы не распространили свою власть и на Марокко, 10 сентября состоялся с султаном Абд-ур-Рахманом мир, по которому последний обязался преследовать Абд аль-Кадира.
Несмотря на это, последний в 1845 году снова вторгся в Алжир и постоянно возбуждал племена кабилов к восстаниям. Только после упорной борьбы и благодаря неутомимой деятельности так называемых «африканских» генералов (Ламорисьер, Кавеньяк, Шангарнье, Пелиссье, Бедо, Сент-Арно, Боске, Юссуф и т. д.) сопротивление последних было, наконец, сломлено. В то же время Бюжо стремился утвердить французское господство и внутри страны, и этой же политики держались и его преемники, Бедо и герцог Омальский (с 1847 года). Восточная часть колонии за это время почти совершенно была умиротворена, а южные границы были распространены за пределы гор. Абд аль-Кадир, подвергшийся нападению войск марокканского султана, должен был искать спасения на французское почве и 22 декабря 1847 года сдался Ламорисьеру.

## Алжир под властью Франции
В 1848 году Алжир был объявлен территорией Франции, разделён на департаменты во главе с префектами и возглавлялся французским генерал-губернатором.
Февральская революция 1848 года на время парализовала дальнейшее развитие французского господства. Генерал Кавеньяк, сменивший в 1848 году герцога Омальского, отказался удовлетворить желание населения, стремившегося к более тесному политическому соединению Алжира с Францией. Французское Национальное собрание удовольствовалось тем, что объявило Алжир, который до этого носила название регентства, вечным владением Республики и позволило 4 депутатам колонии принимать участие при обсуждении дел на территории Алжира. В промежуток времени между 1848—1852 годами часто сменявшим друг друга генерал-губернаторам не раз приходилось подавлять восстание в стране. После декабрьского переворота Людовик-Наполеон послал в колонию генерала Рандона, управлявшего Алжиром с 1851 до 1858 года и оказавшего большие усилия по утверждению и распространению французского господства. В декабре 1852 года генералы Пелиссье и Юссуф завладели оазисом Лагуатом на юге Алжира, между тем как почти одновременно на крайнем юге страны могущественное племя бени-мзабов приняло под французское покровительство. В последующие 1853—1854 годы состоялись французские военные экспедиции против кабилов. Так, поход, предпринятый в 1854 году из Лагуата против восставших арабов на юге, имел своим результатом подчинение оазисов Туггурта и Вади-Суфа. В следующие годы Франция распространила свою власть и на Улед-Сиди-Шейхов, и на оазис Варглу. С тех пор Франция приобрела некоторое влияние на туарегские племена в северной части Средней Сахары и открыла себе путь для торговли с внутренней Африкой. С этою целью по поручению французского правительства были предприняты точные исследования пограничных областей Сахары и сделаны неоднократные попытки установить караванное сообщение с Тимбукту и Сенегалом. Большая экспедиция, предпринятая Рандоном против племен Великой Кабилии в 1856—57 годах, окончилась полным их подчинением и строительством военной дороги через Кабилию, так же как и Форта Наполеона, так что под властью Франции находился уже весь Алжир, вплоть до северного края пустыни Сахары. Декретами 24 июня и 31 августа 1858 гола Алдир был вверен особому министерству, во главе которого сначала стоял принц Наполеон, а потом граф Шаселу-Лоба, но декретом 11 декабря 1860 года министерство это было упразднено и заменено генерал-губернаторством с неограниченной властью. Должность эту получил маршал Пелиссье.
С тех пор до 1864 года, за исключением нескольких незначительных восстаний туземцев, Алжир наслаждался полным спокойствием. Но в начале 1864 года французское военное начальство присудило секретаря одного арабского начальника за какую-то легкую провинность к наказанию палочными ударами. Это наказание, считающееся у арабов самым позорным и никогда не применяемое к свободным людям, возбудило необыкновенное вооружённое восстание их в южной части провинции Орана. К ним присоединились и племена в округе Богари, но 13 и 14 мая генералы Делиньи и Юссуф разбили арабов в двух сражениях, и ещё до окончания года большинство восставших изъявило покорность. Между тем в мае умер генерал Пелиссье, и на его место назначен в сентябре маршал Мак-Магон. В 1865 году Наполеон III посетил А. и 5 марта издал прокламацию к арабам, в которой обещал им неприкосновенность их национальности и поземельной собственности. Но арабы во всех этих мерах увидели лишь признаки слабости и неспособности франц. правительства. Немедленно по отъезде императора вспыхнули восстания в Малой Кабилии и провинции Оране, вызванные как суровыми мерами «Bureaux arabes», так и разбоями племен, живущих на границах Телля. В октябре 1865 года Си-Гамед Бен-Гамза с 12 т. всадников напал на племена, остававшиеся верными французам, но был оттиснут полковником Коломбом в Сахару. Разбитые племена принесли повинную. В марте 1866 года Си-Гамед снова напал на одно мирное племя, но отброшен в пустыню. В начале 1867 года французы предприняли новую экспедицию и совершенно разбили арабов при Голее. Последующие годы прошли спокойно, так как наступивший голод делал невозможными военные предприятия.
Это сравнительное спокойствие было нарушено опять в 1870 г. В январе Улед-Сиди-Шейхы, живущие отчасти на мароккской территории, принудили своих мирных соплеменников в южной части Оранской провинции бежать на более северные плато, где они подвергались всяким лишениям. Для защиты их снаряжена была экспедиция под началом генерала Вимпфена, который прогнал врагов на марокканскую почву, где нанесли им чувствительное поражение. Открытие франко-прусской войны вызвало новые восстания. Фр. правительство отозвало с начала июля большую часть своих африканских войск во Францию; на место Мак-Магона временно был назначен генерал Дюрье. Когда в сент. между племенами юга распространилась весть об уничтожении фр. войска, они сочли это за самый удобный случай, чтобы свергнуть фр. иго. Прежде всех поднялись племена на юго-востоке провинции Константины, а в окт. с крайнего юга Оранской пр. двинулись на восток значительные труппы арабов. Однако благодаря бдительности и деятельности генерала Дюрье восстание это не сделалось всеобщим. Между тем превращение Франции в республику оказало своё влияние и на политические дела колонии. Республиканское правительство в Париже несколько поспешно даровало ей желаемые гражданские права. Затем на место прежнего военного управления декретом 24 октября 1870 г. назначен был гражданский губернатор, который должен управлять тремя провинциями страны через своих префектов. Совещательный комитет, который должен ежегодно созываться в октябре и в состав которого входят префект, архиепископ, военный начальник и т. д. под председательством губернатора, обсуждает общий бюджет колонии. Туземным евреям дарованы права франц. гражданства. На место генерала Дюрье назначен был бригадный генерал Лаллеман, начальником всех военных сил страны. Гражданским же губернатором назначен Генри Дидье. Но ещё прежде, чем последний успел прибыть, во всех более значительных городах А. усилилось революционное движение. В г. Алжире образовалось что-то вроде революционной коммуны, принудившее префекта подать в отставку. Точно таким же образом был вынужден отказаться от своей должности и генерал Валзан-Эстергази, весьма непопулярный военный, временно управлявший столицей.
Но раздоры среди европейского населения прекратились довольно скоро, когда волнения среди мохаммеданского населения перешли в открытое восстание. В начале 1871 г. поднялись в Кабилии оба шейха Эль-Мокрани и Бен-Али-Шериф, достигшие благодаря оказанным им прежде французским правительством почестям и годовому содержанию большого значения. К ним скоро присоединился и Эль-Гадад, глава ордена Сиди-Абдер-Раман Эль-Талеби, вследствие чего восстание получило преобладающе религиозный характер. Хотя французы оставались победителями всякий раз, когда дело доходило до открытого сражения, тем не менее, по мере распространения восстания они вынуждены были ограничиться лишь обороной укрепленных мест. Весною 1871 г. почти весь Алжир находился в руках восставших; многие прибережные города, такие как Деллис, Джиджели и Шерчелль, были окружены со всех сторон и могли сообщаться с Алжиром лишь морем. Лишь по окончании франко-прусской войны и уничтожении Коммуны французы снова получили возможность перейти в наступление и усмирить восставших в течение лета 1871 г. Новый гражданский губернатор, вице-адмирал Гейдон, и его преемник, дивизионный генерал Шанзи (с июня 1873 г.), лишь с трудом могли поддерживать французское господство в Алжире В 1873 г. в Алжире введена была всеобщая воинская повинность, с некоторыми, впрочем, изменениями сравнительно с Францией (сокращение срока службы и т. п.), а в следующем году учреждено также ополчение. В 1879 г., когда генерал Шанзи был отправлен в Петербург французским посланником, гражданским генерал-губернатором назначен был Альберт Греви, брат президента республики. Вспыхнувшее было в том же году в Ауресе вблизи Батны восстание было быстро подавлено.
Следующий год прошел спокойно, но в марте 1881 г. тунисские арабы из племени крумиров напали на некоторые французские племена на восточной окраине провинции Константины, увели скот и причинили урон высланному против них отряду. Французское правительство решило наказать за это крумиров и воспользоваться этой экспедицией и для подчинения себе Туниса, который лишь номинально, и то без признания Франции, признавал свою зависимость от Османской империи. Не объявляя войны и не отозвав своего консула Рустана из резиденции бея, 2 французские колонны под начальством генерала Ложеро 24 апреля перешли тунисскую границу со стороны Ум-Тебула и Сук-Арраса и вдоль берега, а также по долине Медшерди проникли внутрь страны, между тем как французская эскадра овладела островом Табаркой. 26 апреля был занят Кеф, 28 апреля главная колонна достигла железной дороги при Сук-эль-Арбе, ведущей в Тунис; 1 мая высланная из Тулона эскадра заняла гавань Бизерту и высадила здесь войска, которые 11 мая под начальством генерала Бреара подошли к городу Тунису; в то же время французские военные корабли появились на Голеттском рейде. Ни крумиры, ни войска бея не оказали вооруженного сопротивления французскому войску, и 12 мая бей подписал в Тунисе предложенный ему генералом Бреаром договор, по которому Тунис признавал над собой французское господство. Франция принимает на себя дипломатическое представительство страны, номинально ещё считающейся независимой перед иностранными державами, получает право содержать постоянные гарнизоны как на берегу, так и внутри страны и через посредство живущего в Тунисе министра-резидента оказывает решительное влияние и на внутренние дела. Бей отказывается от права заключать договоры с представителями иностранных держав, взамен чего Франция обеспечивает за его семейством право наследования в стране. Табарка, Бизерта, Голетта, Кеф, Сук-эль-Арба и многие мелкие пункты внутри страны были немедленно же заняты французскими войсками, а после продолжительной бомбардировки заняты 16 и 27 июля Сфакс и Габес, где скопились большие отряды арабов. В сентябре в священном городе Керуане (к югу от Туниса) вспыхнуло восстание, которое стало быстро распространяться и потребовало присылки из Франции значительных подкреплений. Генерал Соссье организовал при Голетте экспедиционный корпус, который по наступлении дождливого периода двинулся к Керуану и занял его 26 окт. (См. Тунис).
Пока на востоке А. происходили эти события, в южной части Оранской провинции произошло опасное восстание, которое французы не скоро сумели подавить. В апреле могущественное племя Улед-Сиди-Шейхов под предводительством Бу-Амены напало из пустыни на колонию, уничтожило жатву, перерезало часть занятых её сбором французских и испанских работников, овладело стадами и, искусно избегая высланных против него войск, вернулось через шотты в оазисы. В мае произошел новый разбойничий набег, при котором Бу-Амена нанес чувствительное поражение высланному против него из Жеривилля фр. отряду и даже дошел до южной окраины Телля. Не раз фр. транспорты были захватываемы хищниками, а небольшие отряды подвергались нападению; тем не менее, Бу-Амена с множеством пленников и богатой добычей вернулся опять в свою пустыню и оставался там в продолжение рамадана. За это время к восстанию присоединились и некоторые другие арабские племена, так что фр. правительство увидело себя вынужденным послать из Франции для защиты провинции значительные подкрепления (33 т. чел.). На место генерала Осмона гл. начальство над войсками в А. было передано генералу Соссье, который энергично стал готовиться к возобновлению военных действий при начале дождливого времени; точно так же был отозван из Орана генерал Серэ и многие другие высшие офицеры, которых обвиняли в недостатке энергии. Военные действие против Бу-Амены начались лишь в октябре, причем главным базисом был назначен Жеривилль.
В 1870 году Франция объявила мусульманское население Алжира своими подданными, но никаких политических прав они при этом не получили.

## XX век
В преддверии первой мировой войны Германия и Турция пытались усилить своё влияние в Алжире, рассчитывая после начала войны поднять там антифранцузское колониальное восстание и тем самым отвлечь в Алжир крупные силы французской армии. Большие средства были затрачены на пропаганду идея панисламизма. Однако после начала войны ведущие религиозные деятели Алжира отказались поддержать призыв из Стамбула к священной войне (джихаду) против неверных и призвали мусульманское население к лояльности Франции. В ходе войны во французскую армию было призвано 155 тысяч человек европейского населения и 173 тысячи человек арабского населения Алжира, ещё около 119 тысяч арабов были мобилизованы (частью принудительно) на оборонительные работы во Францию. Имели место локальные восстания против мобилизации в отдалённых района Алжира в 1914 и в 1916 годах, до 120 тысяч арабов скрывались от мобилизации в горах и пустынях. В ходе войны на фронте погибли около 25 000 призванных в Алжире солдат, до 72 тысяч их было ранено.

### Война за независимость Алжира
- Апрель 1940 — во время Второй мировой войны, после капитуляции Франции перед гитлеровской Германией, Алжир становится источником сырья и продовольствия для Германии и Италии.
- Ноябрь 1942 — в Алжире высажен англо-американский десант. В наступлении на Тунис на стороне союзников принимают участие и французские войска, в значительной степени укомплектованные алжирцами, марокканцами и жителями др. французских колоний в Африке.
- Май 1945 — Алжирское восстание. После его жестокого подавления стремительно растёт радикализация национально-освободительного движения.
- 1954 — Фронт национального освобождения (ФНО) начинает войну за независимость, приведшую к большим жертвам, число которых колеблется, по разным оценкам от 300 тыс. до 1 миллиона. Большую долю этого числа составляют мирные жители. В сентябре 1959 года правительство Франции признало право алжирцев на самоопределение, однако этот ход был встречен французскими колонистами и «правыми» в штыки, дважды устраивались крупные антиправительственные мятежи с целью пресечь процесс передачи политической власти местному населению. Переговорный процесс завершился подписанием 18 марта 1962 соглашений о прекращении огня и самоопределении Алжира путём референдума (Эвианские соглашения). Во время референдума (1 июля 1962), в Алжире явка составила 91 %, за самоопределение Алжира проголосовало 99,7 % явившихся, а во Франции мнения разделились примерно поровну, итого получилось 64 % «за». Правительством Франции немедленно признало итоги референдума. В соответствии с ранее достигнутыми договоренностями в 1964 году Франция вывела свои войска, к 1 июля 1967 эвакуировала военные базы в Сахаре, в феврале 1968 года эвакуировала военно-морскую базу в Мерс-эль-Кебире. Экономические активы крупных французских компаний в Алжире, по букве Эвианских соглашений, остались в их руках, хотя имущество колонистов было национализировано. Свыше миллиона европейцев и их сторонники из числа местных жителей в спешном порядке покинули страну. 
 Попытки созданной в 1961 г. ушедшей в подполье военно-фашистской организации ОАС (фр. Organisation armee secrete) сорвать выполнение соглашений, путём массового террора в городах, успеха не имели.

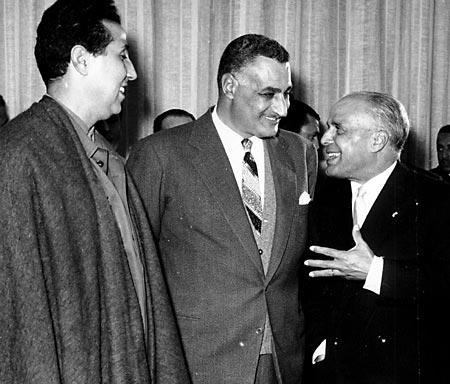
Ахмед Бен Белла (слева) с президентом Египта Гамалем Абделем Насером и президентом Туниса Хабибом Бургибой, 1963 год

- Первое правительство независимого Алжира возглавляет лидер ФНО Ахмед Бен Белла. В 1965 году состоялся военный переворот, к власти приходит Хуари Бумедьен, министр обороны и бывший соратник Бен Беллы, провозгласивший курс на строительство социалистической по сути, но прагматичной по духу экономико-политической системы, с учётом алжирской специфики и без ориентации на какие-либо образцы. В стране устанавливается однопартийная система. В этот период окрепли и расширились связи между Алжиром и СССР, зародившиеся ещё в период войны за независимость Алжира, который теперь считался одним из союзников СССР, идущим по «некапиталистическому пути развития». Последующие 25 лет становятся для Алжира периодом сравнительной стабильности.

На референдуме 27 июня 1976 года была принята новая Национальная Хартия (поддержанная 98,5 % голосовавших), в которой формулировались 2 основные задачи для страны: укрепление национальной независимости и построение общества, свободного от эксплуатации. Средствами решения первой задачи объявлялись развитие институтов алжирского государства, подъём экономики (прежде всего путём развития сельского хозяйства) и внешнеполитический курс, в основе которого должны лежать принцип невмешательства и поддержка национально-освободительных движений. В отличие от хартии ФНО 1964 года, в которой бюрократия и государство подвергались критике, в Национальной хартии 1976 года подчёркивалось значение госсектора в экономике, роль государства в индустриализации и модернизации сельского хозяйства, отражении внешнеполитических угроз.
Построению общества, свободного от эксплуатации, согласно Хартии 1976 года, должны были служить отстранение от государственных постов людей, владеющих частной собственностью, связанной с эксплуатацией наёмного труда (как таковая частная собственность не запрещалась), обобществление средств производства и ликвидация неграмотности. ФНО объявлялся руководящим органом алжирской революции, под его контроль ставились все общественные организации. В Хартии особо подчёркивалась роль арабского языка (проблемы языка берберов (тамазигта) игнорировались) и ислама, провозглашённого государственной религией, в развитии алжирского общества. 16 января 1986 года на референдуме была одобрена новая редакция хартии, в которую были внесены незначительные изменения (поддержана 98,4 % голосовавших).
После смерти Бумедьена развернулась борьба между фракциями в правящей партии, и в итоге страну и партию возглавил компромиссный кандидат, Шадли Бенджедид. В период его правления сказались все экономические недочеты предыдущего президента, и к концу 80-х страна оказалась на грани экономического коллапса. В 1986 и 1988 годах имели место массовые беспорядки, вызванные ухудшением качества жизни, для обуздания которых пришлось привлекать армию.

### Гражданская война в Алжире
В 1980-е годы произошёл идеологический поворот в религиозной области, алжирское руководство в поисках источников экономической помощи взяло курс на сотрудничество с консервативными мусульманскими странами, вкладывая значительные средства в развитие исламской инфраструктуры. При этом местное духовенство идейно и финансово переориентировалось на религиозные центры стран Персидского залива. В итоге произошло резкое усиление фундаменталистских настроений в среде духовенства и религиозных активистов. Исламисты начали требовать переустройства общества с целью построения теократического государства полностью на основе шариата и заветов Корана и последовательно выступали против светских властей, обвиняя их в отходе от исламских традиций.
23 февраля 1989 года на референдуме была принята новая конституция страны, предусматривающая многопартийную систему (соответствующий закон был принят 3 июля). 14 сентября был легализован Исламский фронт спасения (ИФС), с самого начала выступавший за создание в стране «исламского государства». На первых многопартийных выборах в местные органы власти 12 июня 1990 года ИФС получил 54 % голосов.
23 мая 1991 года ИФС призвал к бессрочной политической забастовке с требованиями досрочных президентских выборов и изменении избирательного закона. После столкновений боевиков ИФС с силами безопасности в стране был введён комендантский час, 30 июня были арестованы многие активисты ИФС, включая лидеров исламистов, Аббаса Мадани и Али Бельхаджа.
22 сентября 1991 года комендантский час был отменён и на 26 декабря были назначены парламентские выборы.
В декабре 1991 года, после того, как стало ясно, что в результате первого тура парламентских выборов в стране победу начинает одерживать Исламский фронт спасения (47,5 % голосов), алжирские военные отменили второй тур, а 11 января 1992 года заставили президента страны Шадли Бенджедида уйти в отставку. ИФС был запрещён, в стране установился военный режим, который возглавил Высший государственный совет во главе с вернувшимся из ссылки М. Будиафом. На это исламисты отреагировали уходом в подполье и террором. Тактика экстремистов строилась как на ударах по военно-полицейским силам и представителям элиты, так и на запугивании населения. 9 февраля в стране было введено чрезвычайное положение, а ИФС распущен с 4 марта. В ответ на это 29 июня М. Будиаф был убит.
Крупномасштабная гражданская война продлилась почти десятилетие, а отдельные реперкуссии наблюдаются по настоящее время. За прошедшие годы война унесла жизни свыше 100 тыс. человек, в основном ставших жертвами показательных массовых расправ и террористических актов исламистских группировок. Государству был причинён огромный экономический ущерб. Только жёсткая линия военного руководства Алжира в 1992—1999 годах позволила сбить волну террора и принудила экстремистов пойти на переговоры о национальном примирении. К борьбе с экстремистами широко привлекалось местное население в форме отрядов самообороны. Это затрудняло действия экстремистов на многих территориях, обеспечивало их политическую изоляцию от общества и высвобождало значительные силы армии и спецподразделений для активных действий. Большое значение придавалось установлению контроля над исламской инфраструктурой, последовательному удалению из мечетей радикальных имамов, а также пресечению каналов внешнего финансирования как вооружённого крыла экстремистов, так и их политических структур.
- Апрель 2004 — После победы Абдельазиза Бутефлики на президентских выборах была объявлена частичная амнистия, по условиям которой мятежникам гарантировалось прощение, если они добровольно сдадутся и разоружатся.
- Сентябрь 2005 — На всенародном референдуме одобрен правительственный проект «Хартия за мир и согласие», предусматривающий амнистию бывших членов бандформирований, прекращающих вооружённую борьбу с властями и желающих вернуться к мирной жизни. Однако крупнейшая в стране исламистская группировка «Салафистская группа проповеди и джихада» (ок. 1000 боевиков), присоединившаяся в 2004 году к международной террористической сети «Аль-Каида», официально объявила об отказе от участия в этом проекте.
- Октябрь 2006 — лидер «Салафистской группы проповеди и джихада» Абу Мусаб Абдель Вудуд заявил о начале «долгосрочной войны против интересов США и Запада в регионе Арабского Магриба».

## XXI век

### Алжир во время Арабской весны
Волнения в Алжире начались с начала декабря 2010 года, раньше чем в Тунисе, вызваны безработицей, плохим положением молодёжи в Алжире, нехваткой жилья. Важную роль здесь сыграло и резкое подорожание продовольствия, нанёсшее удар по бедным слоям населения. Волнения усилились под влиянием победы революции в Тунисе и приобрели заметный размах начиная с 1 января 2011 года.
- 1 января — Протесты против подорожания продовольствия на 30 % в столице, далее по регионам страны.
- 22 января — Демонстрация в Алжире, 42 пострадали, несколько человек арестовано[16].
- 3 февраля — президент Алжира А. Бутефлика сообщил о начале политических реформ в ближайшее время — снятие чрезвычайного положения (с 1992 года), доступ на радио партий, мирные демонстрации (кроме Алжира)[17]
- 12 января 2011 года на улицах столицы страны состоялась многотысячная акция протеста, около 400 человек были на короткое время задержаны полицией.[18].
- 12 февраля демонстранты на площади в Алжире, несколько тысяч человек, столкновения с полицией.
- 24 февраля отменено чрезвычайное положение, действовавшее 19 лет[19].

Тем не менее, повторить успех тунисской и египетской революций алжирским протестующим не удалось. Со временем протесты стихли, правление Бутефлики продолжилось.

### Протесты против выдвижения Бутефлики на пятый срок
18 февраля 2019 года в Алжире начались массовые протесты против выдвижения Бутефлики на пятый срок. В это же время стало известно, что президент не находится в стране, а госпитализирован в критическом состоянии в реанимацию Женевской больницы при университете. СМИ сообщили, что президент больше не сможет исполнять обязанности главы государства и в скором времени отзовёт своё участие в выборах. 11 марта 2019 года Бутефлика объявил, что не будет выдвигаться на выборах, а сами выборы пройдут после разработки проекта новой конституции Алжира.

### Президентство Абдельмаджида Теббуна
После отставки президента Бутефлики 2 апреля 2019 года исполняющим обязанности президента стал председатель Совета нации Абдель Кадер Бенсалах. На выборах в декабре 2019 года президентом был избран Абдельмаджид Теббун.
Во время президентства Теббуна продолжались массовые протесты. Хотя Теббун и старался позиционировать себя как пострадавший от режима Бутефлики политик, для многих алжирцев он оставался чиновником из его окружения.
На общенациональном референдуме, который состоялся 1 ноября 2020 года, 66,8 % проголосовавших граждан поддержали поправки в конституцию страны, которые предусматривали нахождение президента у власти не более двух сроков и сокращение его полномочий.